# لومو، شهرستان بیوت، کالیفرنیا
لومو (به انگلیسی: Lomo) یک منطقهٔ مسکونی در ایالات متحده آمریکا است که در شهرستان بیوت، کالیفرنیا واقع شده‌است. لومو ۱٬۱۵۲ متر بالاتر از سطح دریا واقع شده‌است.